# Сабармати
Сабармати (на гуджарати: સાબરમતી; на хинди: साबरमती) е река в западна Индия, между щатите Раджастан и Гуджарат с дължина от 371 км. Водосборния басейн на реката е с площ 4164 км2. Реката се влива в Камбейския залив в Арабско море. На брега ѝ са разположени големи градове като Гандинагар и Ахмедабад.